# Great Wakering
Great Wakering är en by och en civil parish i Rochford i Storbritannien. Den ligger i grevskapet Essex och riksdelen England, i den sydöstra delen av landet, 70 km öster om huvudstaden London. Orten har 5 512 invånare (2001). Byn nämndes i Domedagsboken (Domesday Book) år 1086, och kallades då Wachelinga.